# Peter Davis
Peter Frank Davis (nascut el 2 de gener de 1937), és un cineasta, autor, novel·lista i periodista nord-americà. La seva pel·lícula Hearts and Minds, sobre l'acció militar nord-americana al Vietnam, va guanyar l'Oscar al millor documental el 1974.

## Biografia
Davis va néixer a Santa Mònica i va créixer a Upland i Pacific Palisades, CA. Té una germana petita, Jane Davis. Els seus pares eren els guionistesjueus estatunidencs Frank Davis i Tess Slesinger, i després de la mort de la seva mare el 1945, Isabelle Fair Wrangell es va convertir en la seva madrastra. La seva mare era activa en política amb el Partit Comunista dels Estats Units: convençuda estalinista, va signar una carta denunciant la investigació de la Comissió Dewey sobre els Procés de Moscou.
Davis va assistir a escoles públiques i privades, graduant-se a la Chadwick School a Palos Verdes, CA. Va passar a la Universitat Harvard, on es va graduar magna cum laude el 1957 amb un A.B. a la literatura anglesa. Després de la universitat, Davis va treballar breument per a The New York Times i va servir a l’Exèrcit dels Estats Units (1959-1960). De 1961 a 1964, va treballar a FDR, una sèrie de televisió de 26 parts per a la qual va entrevistar la família, amics, enemics, membres del gabinet i associats polítics del president Roosevelt.
El 1965, Davis es va traslladar a CBS News com a escriptor i va treballar en documentals sobre la rebel·lió estudiantil, l'homosexualitat, l'esclavitud, la Guerra dels Sis Dies, el racisme i la fam als Estats Units. La seva pel·lícula de 1971 per a CBS News, The Selling of the Pentagon, an investigation of U.S. Defense Department public relations, won the prestigious Peabody. Hearts and Minds de Davis, una pel·lícula sobre l'acció militar estatunidenca al Vietnam, va guanyar el Oscar al millor documental de l'any 1974. El seu projecte posterior, la sèrie Middletown per a PBS, va rebre 10 nominacions als Emmy i dos Emmys. Les pel·lícules individuals de la sèrie van guanyar el Blue Ribbon al Festival de Cinema Americà i el Primer Premi de llargmetratge documental al Festival de Sundance. JACK, una pel·lícula que va fer amb el seu fill, el cineasta Nick Davis, va ser nominada a dos Emmys i en va guanyar un el 1994.
Davis ha escrit tres llibres de no ficció: Hometown (1982), Where Is Nicaragua? (1987), and If You Came This Way (1995). La seva primera novel·la Girl of My Dreams, sobre Hollywood en la dècada del 1930, fou estrenada el 2015.
Ha informat a la revista The Nation, per a la qual va cobrir la guerra a l'Iraq. També ha escrit per a Esquire, The New York Times Magazine, New York Woman, The Boston Globe i The Los Angeles Times.
Davis s'ha casat tres vegades. La seva primera dona va ser la difunta novel·lista Johanna Davis, filla de Herman J. Mankiewicz, amb qui va tenir dos fills, Tim Davis (1963) i Nick Davis (1965). La seva segona dona és l'emprenedora Karen Zehring, amb qui va tenir dos fills, Jesse Harper Zehring Davis (1980) i Antonia Isabelle Zehring Davis (1981). Davis i Zehring es van divorciar el 1995. El 2003, Davis es va casar amb la periodista Alicia Anstead, i té una fillastra, Kristen Anstead. Davis té vuit néts. Viu a Castine, Maine.

## Pel·lícules
- The Berkeley Rebels (guionista, 1965)
- Hunger in America (guionista, 1968)
- The Heritage of Slavery (guionista/productor, 1968)
- The Battle of East St. Louis (guionista/productor, 1969)
- The Selling of the Pentagon (guionista/productor, 1971)
- Hearts and Minds (director/co-productor, 1974)[7]
- Middletown Series (creador/productor, 1982)
  - The Campaign
  - The Big Game
  - Community of Praise
  - Family Business
  - Second Time Around
  - Seventeen
- The Best Hotel on Skid Row (productor, 1990)
- JACK (coguionista/executive productor, 1993)

## Llibres
- Hometown (1982)
- Where Is Nicaragua? (1987)
- If You Came This Way (1995)
- Girl of My Dreams (2015)